# 체르크베냐크

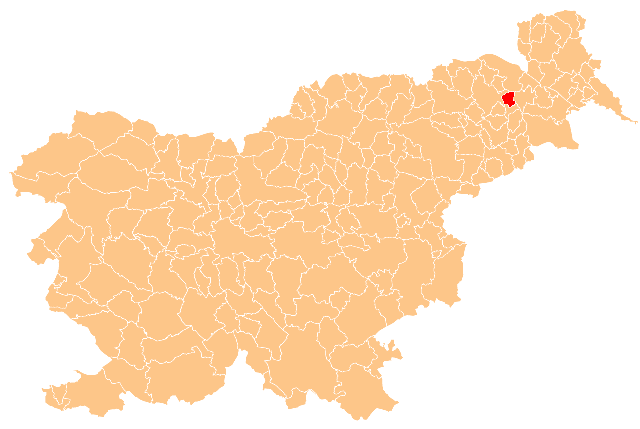
체르크베냐크의 위치

체르크베냐크(슬로베니아어: Cerkvenjak)는 슬로베니아의 도시로 면적은 24.5km2, 높이는 339.8m, 인구는 2,046명(2002년 기준), 인구 밀도는 83.5명/km2이다.